# Enganyapastors de Fosse
L'enganyapastors de Fosse (Caprimulgus fossii) és una espècie d'ocell de la família dels caprimúlgids (Caprimulgidae) que habita boscos, sabanes i garrigues del Gabon, República del Congo, sud i est de la República Democràtica del Congo, sud d'Uganda, Ruanda, Burundi, sud de Kenya, Tanzània, Zàmbia, Malawi, sud d'Angola, nord de Namíbia, nord de Botswana, Zimbabwe, Moçambic i l'est de Sud-àfrica.